# ماريا باومغارتنر
ماريا باومغارتنر (بالألمانية: Maria Baumgartner)‏ هي خزافة نمساوية، ولدت في 13 مارس 1952 في Königswiesen ‏ في النمسا.

## معرض صور

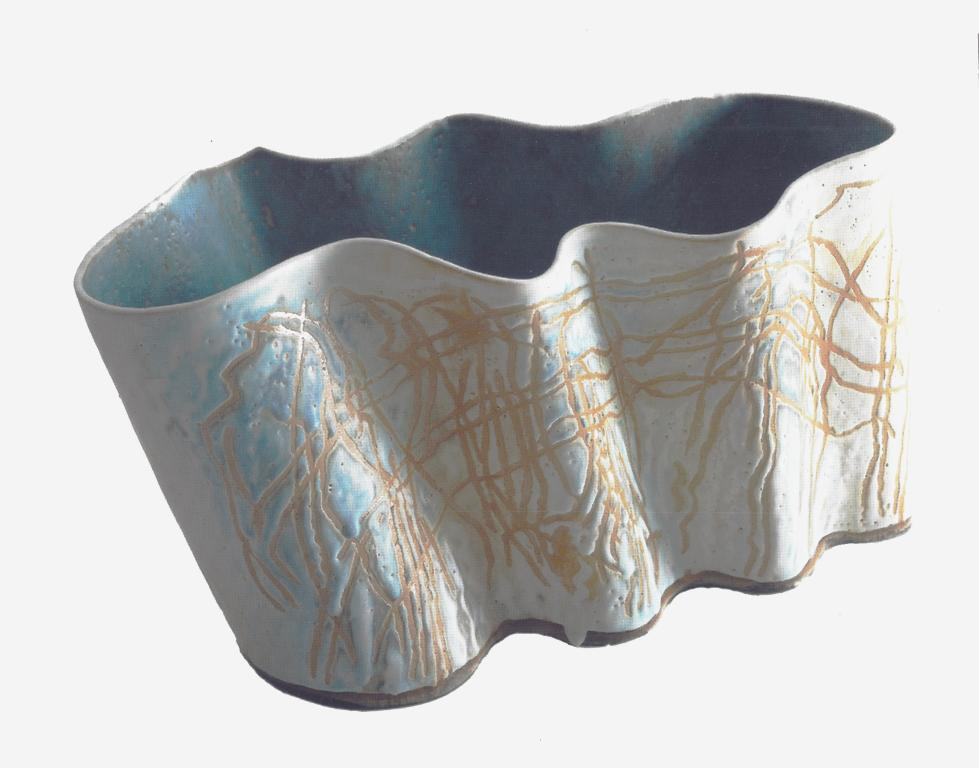
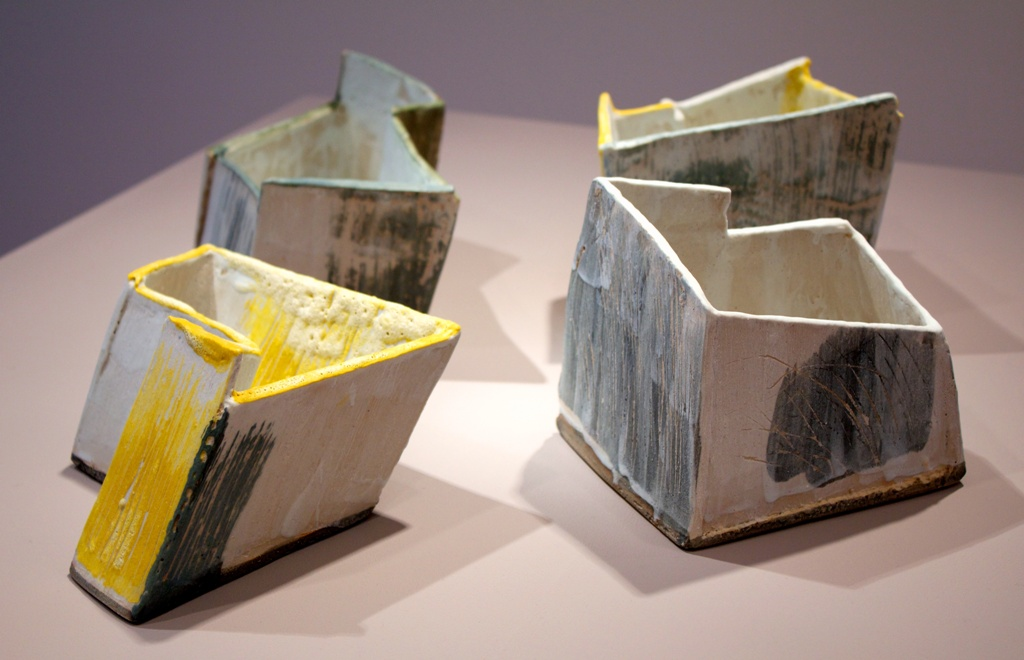
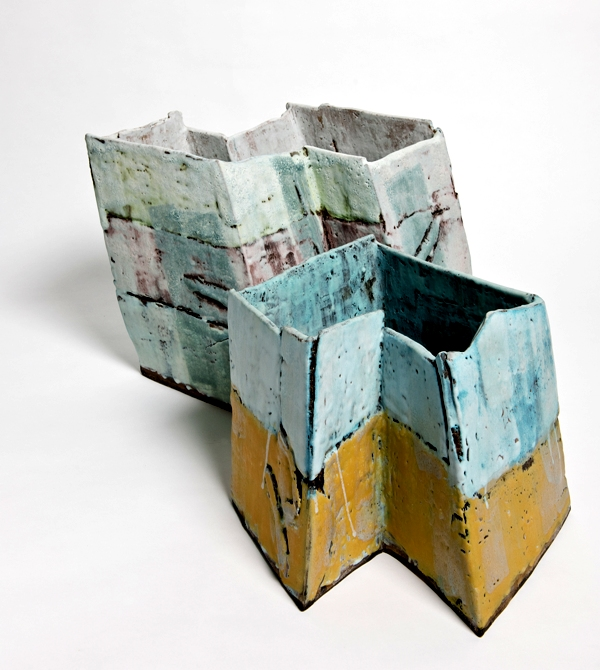
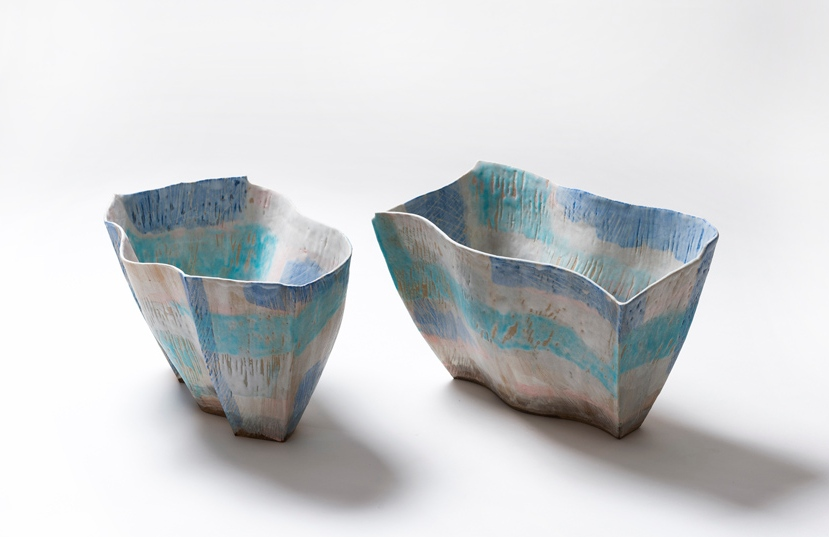
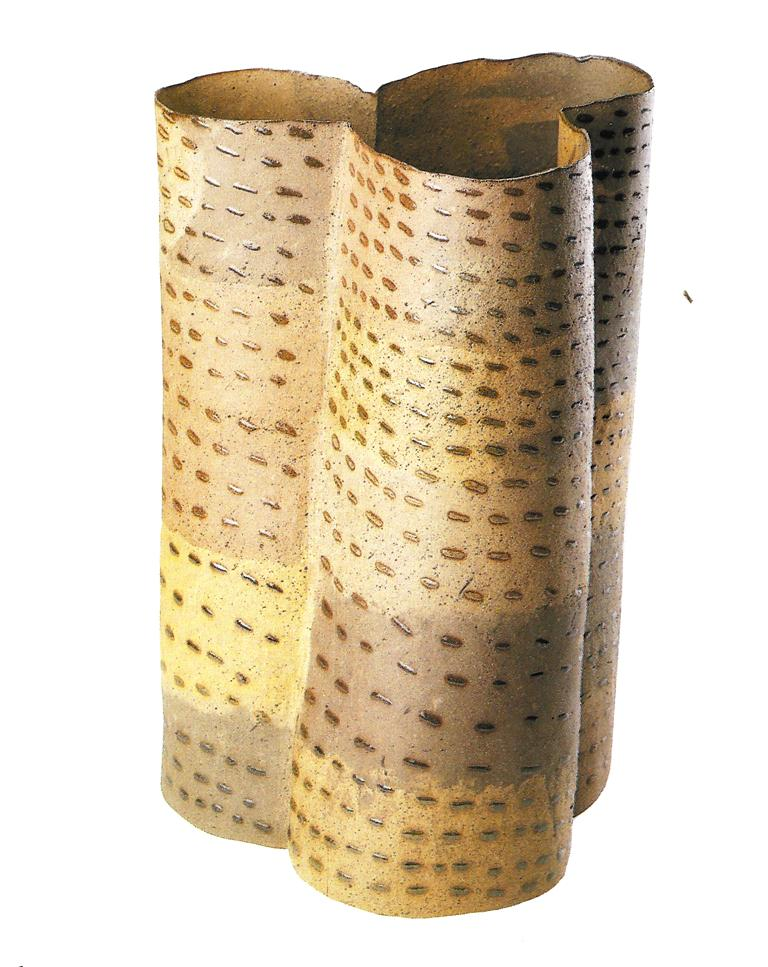